# Luik-Bastenaken-Luik 2003
De 89e editie van Luik-Bastenaken-Luik werd gehouden op 27 april 2003. De renners moesten in deze editie van La Doyenne 258,5 kilometer afleggen, met daarin enkele lastige beklimmingen. Het was de vijfde wedstrijd in de strijd om de Wereldbeker.
Tyler Hamilton won de 89ste Luik-Bastenaken-Luik. Hij had na 258,5 kilometer twaalf seconden voorsprong op de Spanjaard Iban Mayo en de Nederlander Michael Boogerd. Hamilton is de eerste Amerikaan ooit die La Doyenne wint. Peter Van Petegem (Lotto-Domo) kwam niet in het stuk voor, maar bleef wel wereldbekerleider. 
In een wedstrijd, waarin de favorieten opnieuw de kat uit de boom keken tot de zware, gevreesde hellingen opdoemden, brak Axel Merckx de wedstrijd open. Net voor La Redoute deed hij dat, op iets minder dan 50 kilometer van de eindstreep. Cristian Moreni, Ángel Vicioso, Gerrit Glomser, Fabian Wegmann en Waalse Pijl-winnaar Igor Astarloa gingen met hem mee.
Door toedoen van Merckx moesten Glomser en Wegmann lossen. De Belg legde op La Redoute het tempo zo hoog dat de voorsprong naar één minuut groeide. Terwijl zich achter de kopgroep een select groepje met grote namen vormde, ging Merckx er alleen vandoor na de Côte de Sprimont. Lance Armstrong nam het voortouw in de achtervolging. Met hem gingen Michele Bartoli, Moreni, Samuel Sanchez en Aleksandr Sjefer mee. Op de Côte du Sart-Tilman dichtte Armstrong met alleen nog Sanchez en Sjefer in zijn spoor de laatste meters naar Merckx, die meteen voorbijgereden werd.
Op 15 kilometer van de finish hadden Armstrong en Sanchez 35 seconden voorsprong op een groep van 35 renners. Onder impuls van de ploegmakkers van Hamilton moest Armstrong uiteindelijk buigen. Op het natte en glibberige wegdek naar Ans probeerden Michele Scarponi en Boogerd vervolgens de rest te verschalken. Hamilton wachtte tot Boogerd werd teruggepakt en ging toen zelf op avontuur. Mayo en Boogerd gingen tevergeefs in het tegenoffensief. Hamilton verzwakte echter niet meer en haalde zijn eerste grote zege binnen. 

## Beklimmingen
| №  | Kilometer | Naam                  | Lengte | %     |
| -- | --------- | --------------------- | ------ | ----- |
| 1  | 81,8 km   | Côte Saint-Roch       | 1,5    | 7,4%  |
| 2  | 153,8 km  | Côte de Wanne         | 2,8    | 4,9%  |
| 3  | 170,6 km  | Côte de Stockeu       | 2,5    | 9,6%  |
| 4  | 175 km    | Côte de Wanneranval   | 1,4    | 10,7% |
| 5  | 194 km    | Côte du Rosier        | 4,0    | 5,9%  |
| 6  | 206,3 km  | Côte de la Vecquée    | 3,2    | 7,8%  |
| 7  | 223,5 km  | Côte de La Redoute    | 2,3    | 7%    |
| 8  | 229 km    | Côte de Sprimont      | 1,5    | 3,3%  |
| 9  | 244 km    | Côte du Sart-Tilman   | 3,7    | 5,9%  |
| 10 | 252,5 km  | Côte de Saint-Nicolas | 0,9    | 6,7%  |

## Uitslag
| Luik-Bastenaken-Luik 2003 |                          |                        |          |
| Plaats                    | Naam                     | Ploeg                  | Tijd     |
| Winnaar                   | Tyler Hamilton           | Team CSC               | 6u28'50" |
| 2                         | Iban Mayo                | Euskaltel-Euskadi      | + 12"    |
| 3                         | Michael Boogerd          | Rabobank               | + 14"    |
| 4                         | Michele Scarponi         | Domina Vacanze-Elitron | + 21"    |
| 5                         | Francesco Casagrande     | Lampre                 | + 29"    |
| 6                         | Samuel Sánchez           | Euskaltel-Euskadi      | z.t.     |
| 7                         | Javier Pascual Rodríguez | iBanesto.com           | z.t.     |
| 8                         | Danilo Di Luca           | Saeco                  | z.t.     |
| 9                         | Eddy Mazzoleni           | Caldirola-Sidermec     | z.t.     |
| 10                        | Ivan Basso               | Fassa Bortolo          | z.t.     |
|                           |                          |                        |          |
| 11                        | Frank Vandenbroucke      | Quick.Step-Davitamon   | + 40"    |

1892 · 1893 · 1894 · 1895-1907 · 1908 · 1909 · 1910 · 1911 · 1912 · 1913 · 1914-1918 · 1919 · 1920 · 1921 · 1922 · 1923 · 1924 · 1925 · 1926 · 1927 · 1928 · 1929 · 1930 · 1931 · 1932 · 1933 · 1934 · 1935 · 1936 · 1937 · 1938 · 1939 · 1940-1942 · 1943 · 1944 · 1945 · 1946 · 1947 · 1948 · 1949 · 1950 · 1951 · 1952 · 1953 · 1954 · 1955 · 1956 · 1957 · 1958 · 1959 · 1960 · 1961 · 1962 · 1963 · 1964 · 1965 · 1966 · 1967 · 1968 · 1969 · 1970 · 1971 · 1972 · 1973 · 1974 · 1975 · 1976 · 1977 · 1978 · 1979 · 1980 · 1981 · 1982 · 1983 · 1984 · 1985 · 1986 · 1987 · 1988 · 1989 · 1990 · 1991 · 1992 · 1993 · 1994 · 1995 · 1996 · 1997 · 1998 · 1999 · 2000 · 2001 · 2002 · 2003 · 2004 · 2005 · 2006 · 2007 · 2008 · 2009 · 2010 · 2011 · 2012 · 2013 · 2014 · 2015 · 2016 · 2017 · 2018 · 2019 · 2020 · 2021 · 2022 · 2023 · 2024